# Кобаяші Кентаро
Кобаяші Кентаро (яп. 小林 賢太郎) нар. 17 квітня 1973, район Асахі, Йокогама, Японія — японський комік, актор, драматург, театральний режисер та манґака.

## Творчість
За межами Японії він найбільш відомий завдяки режисурі та акторській роботі «The Japanese Tradition (яп. 日本の形)» відео (наприклад, «Суші (яп. 鮨)»), а також для відтворення на Mac (разом з Джином Катагірі, який грає на PC) в «рекламі Get A Mac» в рамках рекламної кампанії в Японії.
Як комік Кобаяші наприкінці 1990-х років виступав у складі телевізійного комедійного дуету «Раменс». Наприклад, у 1998 році він разом з колегою-коміком виступив з етюдом, де чоловіки прикидаються відомими дитячими аніматорами. Також, манґа режисера «Хана Усагі», тривала з 1999 по 2004 рік у фільмі «Молоді журнали» (опубліковано Kodansha).

## Скандал
Кобаяші Кентаро був призначений на посаду директора церемонії відкриття Олімпійських ігор 2020 у Токіо, був звільнений 22 липня 2021 року — за день до початку Олімпіади. Це сталося після того, як у мережі з'явилися кадри комедійного шоу 1998 року, де він нетактовно пожартував про Голокост. В етюді Кобаяші та його колега проводять мозковий штурм. Звертаючи увагу на паперові ляльки, комедіант пропонує «зіграти у Голокост». президент оргкомітету Олімпіади Хашімото Сейко заявила, що у цьому відео висміюються «болючі факти історії».
Після хвилі критики та заяви про звільнення Кобаяші публічно вибачився за свій жарт:
|  | Я розумію, що мій дурний вибір слів у той час був неправильним, і я шкодую про це. |